# 太麻里庄

臺東廳管內圖(1938年)

太麻里庄為臺灣日治時期1937年至1945年間存在之行政區，轄屬台東廳台東郡。今台東縣太麻里鄉（不含美和村、三和村）。

## 行政區劃
太麻里地區在清治時期至日治初期隸屬南鄉，臺東廳在1897年6月成立後，此處隸屬「卑南辨務署」。1900年5月3日，卑南辨務署改為「卑南出張所」。1901年6月19日，太麻里地區改隸新設立的「巴塱衛出張所」。1901年11月11日，巴塱衛出張所改為「巴塱衛支廳」。1905年7月17日，臺東廳改劃設為以地名稱呼的20區，太麻里地區被劃為「太麻里區」。1918年9月1日，太麻里區獨立為「太麻里支廳」，且大武窟社、打𣈏打蘭社、虷仔崙社、察𣈏密社自大武區改劃入太麻里區。
1920年10月1日，原堡里鄉澚之行政區廢除，街庄社改為大字；太麻里支廳及巴塱衛支廳合併為「大武支廳」，太麻里區轄域內分為太麻里、猴子蘭、鴨子蘭、文里格、羅打結、大武窟、打打蘭、虷子崙、察密等9個大字。1929年4月12日，大武區的「大得吉」改隸太麻里區。1937年10月1日，臺東廳實施街庄制，改支廳為郡、改區為街庄，太麻里區因此改為臺東郡「太麻里庄」，轄域內分為太麻里、香蘭、西太麻里、森川、北太麻里、南太麻里、多多良、金崙、瀧、大溪等10個大字。
二戰後，太麻里庄改為「太麻里鄉」，原臺東郡蕃地部分也劃入太麻里鄉，而知本溪南側、原屬卑南庄的美和劃入太麻里鄉；原為蕃地的地區在1946年4獨立為「金崙鄉」，今金峰鄉。1954年，金山鄉近黃村遷村至太麻里鄉北里村境內，為今金崙鄉新興村。
| 1905年   | 1905年                         | 1920年   | 1920年   | 1937年   | 1937年   | 現在     | 現在           |
| 區       | 街庄社                         | 街庄區   | 大字     | 街庄     | 大字     | 鄉鎮     | 村里           |
| -------- | ------------------------------ | -------- | -------- | -------- | -------- | -------- | -------------- |
| 太麻里區 | 文里格社                       | 太麻里區 | 文里格   | 太麻里庄 | 森川     | 金峰鄉   | 新興村         |
| 太麻里區 | 羅打結社、恩那博落社、麻魯祿社 | 太麻里區 | 羅打結   | 太麻里庄 | 北太麻里 | 太麻里鄉 | 華源村、北里村 |
| 太麻里區 | 鴨仔蘭社                       | 太麻里區 | 鴨子蘭   | 太麻里庄 | 西太麻里 | 太麻里鄉 | 大王村、泰和村 |
| 太麻里區 | 太麻里社、加那條社、七家潭社   | 太麻里區 | 太麻里   | 太麻里庄 | 太麻里   | 太麻里鄉 | 大王村、泰和村 |
| 太麻里區 | 猴仔蘭社                       | 太麻里區 | 猴子蘭   | 太麻里庄 | 香蘭     | 太麻里鄉 | 香蘭村         |
| 巴塱衛區 | 大武窟社                       | 太麻里區 | 大武窟   | 太麻里庄 | 南太麻里 | 太麻里鄉 | 金崙村         |
| 巴塱衛區 | 虷仔崙社                       | 太麻里區 | 虷仔崙   | 太麻里庄 | 金崙     | 太麻里鄉 | 金崙村         |
| 巴塱衛區 | 打𣈏打蘭社                     | 太麻里區 | 打𣈏打蘭 | 太麻里庄 | 多多良   | 太麻里鄉 | 多良村         |
| 巴塱衛區 | 察𣈏密社                       | 太麻里區 | 察𣈏密   | 太麻里庄 | 瀧       | 太麻里鄉 | 多良村         |
| 巴塱衛區 | 大得吉社                       | 大武區   | 大得吉   | 太麻里庄 | 大溪     | 太麻里鄉 | 多良村         |

## 區、庄長
- 太麻里區長
  - 羅阿寶：1910年-1920年（原任太麻里公學校雇）
  - テウヨン：1922年-1923年
  - ケツプル：1924年-1929年
  - 坂本仁藏：1930年-1933年（原任大武支廳警部補）
  - 橋本秀藏：1934年-1937年
- 太麻里庄長
  - 杉田恒彥：1938年-1941年（原任新開園區長）
  - 門馬經祐：1942年
  - 三田喜造：1944年（原任臺東中學校書記）[8]

## 設施
- 太麻里庄役場
- 臺灣總督府林業試驗所マリブル（麻里霧）支所（今林業試驗所太麻里研究中心）
- 太麻里公學校→太麻里國民學校
- 金崙公學校→金崙國民學校